# Rio Palmital (vattendrag i Brasilien, São Paulo)
Rio Palmital är ett vattendrag i Brasilien.   Det ligger i delstaten São Paulo, i den södra delen av landet, 800 km söder om huvudstaden Brasília.
Omgivningarna runt Rio Palmital är huvudsakligen savann. Runt Rio Palmital är det ganska tätbefolkat, med 70 invånare per kvadratkilometer.